# Dušan Talášek
Dušan Talášek (* 31. prosince 1954) je český podnikatel a bývalý lední hokejista (brankář).

## Hokejová kariéra
V československé lize nastoupil za TJ Zetor Brno (dobový název Komety) ve dvou utkáních. V nižších soutěžích chytal za VTJ Příbram (základní vojenská služba), TJ Zetor Brno „B“, TJ Baník ČSA Karviná, TJ ZVL Skalica a TJ Lokomotiva Ingstav Brno.

## Klubové statistiky
| 1975/1976 | VTJ Příbram                | 3. liga | 26 | 6,50 | –     | – |
| 1976/1977 | TJ Zetor Brno              | 1. liga | 2  | 4,50 | –     | 0 |
| 1977/1978 | TJ Zetor Brno „B“          | 3. liga | –  | –    | –     | – |
| 1978/1979 | TJ Baník ČSA Karviná       | 3. liga | –  | –    | –     | – |
| 1979/1980 | TJ Baník ČSA Karviná       | 2. liga | –  | –    | –     | – |
| 1980/1981 | TJ ZVL Skalica             | 2. liga | 18 | 2,33 | –     | 2 |
| 1981/1982 | TJ ZVL Skalica             | 2. liga | 36 | 3,22 | –     | 1 |
| 1983/1984 | TJ Lokomotiva Ingstav Brno | 2. liga | 18 | 3,17 | 86,77 | 0 |
| 1984/1985 | TJ Lokomotiva Ingstav Brno | 2. liga | –  | –    | –     | – |
| 1985/1986 | TJ Lokomotiva Ingstav Brno | 2. liga | –  | –    | –     | – |